# Hovhannes Gabouzian
Hovhannes Gabouzian est un joueur d'échecs arménien né le 19 mai 1995 à Erevan. Grand maître international depuis 2012, il a remporté le championnat arménien en 2017 et 2021.
Au 1er décembre 2018, il est le septième joueur arménien et le deux-centième joueur mondial avec un classement Elo de 2 611 points.

## Biographie et carrière
Gabouzian finit deuxième du championnat d'Europe d'échecs de la jeunesse dans les catégories moins de 16 ans (en 2011) et moins de 18 ans (en 2012 et 2013). IL fut vice-champion du monde des moins de 18 ans en 2012 et remporta l'Open de Varna en 2014.
En 2016, il remporta le championnat du monde universitaire à Abou Dabi devant Fedosseïev et Ponkratov.
En janvier 2017, il finit premier du championnat d'Arménie avec 5,5 points sur 9.
En 2018, il finit premier du  tournoi d'automne B de Saint-Louis aux États-Unis avec 7 points sur 9 et de l'open de maîtres de Washington avec 7,5 points sur 9. Il finit premier ex æquo de l'U.S. Masters Championship à Greensboro.
Il a représenté l'Arménie lors du championnat d'Europe d'échecs des nations de 2017.
Lors de la Coupe du monde d'échecs 2021, il battit l'Algérien Bilel Bellahcene au premier tour, puis perdit face à l'Égyptien Bassem Amin au deuxième tour.